# Comtat de Miami-Dade
El comtat de Miami-Dade és un dels 67 comtats situats a l'estat nord-americà de Florida. Segons el Cens dels Estats Units de l'any 2010, la seva població era de 2.496.435 habitants. El comtat es va crear el 18 de gener de 1836. La seu de comtat està a Miami. El Comtat de Miami-Dade forma part de l'àrea metropolitana del Sud de Florida.

## Història
El comtat de Dade va ser creat el 1836. El seu nom és el del major Francis L. Dade, militar mort el 1835 durant les Guerres Seminola, en el que ara es coneix com el Camp de batalla de Dade. El nom va ser canviat per comtat de Miami-Dade el 22 de juliol de 1997 després de ser aprovat per votació.
En aquest comtat va ocórrer el segon desastre natural més costós de la història dels Estats Units quan el 24 d'agost de 1992, l'huracà Andrew va assotar el comtat produint 25.000 milions de dòlars en danys materials.

## Lleis i govern
El Comtat de Miami-Dade funciona sota un sistema únic de govern metropolità, organitzat per nivells que corresponen a districtes, ciutats i al govern metropolità.
El departament de policia del comtat és el Departament de Policia de Miami-Dade. El departament de bombers del comtat és el Departament de Bombers i Rescat de Miami-Dade.